# ブッジャーノ
ブッジャーノ (伊: Buggiano) は、イタリア共和国トスカーナ州ピストイア県にある、人口約8,800人の基礎自治体（コムーネ）。

## 地理

### 位置・広がり

#### 隣接コムーネ
隣接するコムーネは以下の通り。
- キエジーナ・ウッツァネーゼ
- マッサ・エ・コッツィーレ
- モンテカティーニ・テルメ
- ペーシャ
- ポンテ・ブッジャネーゼ
- ウッツァーノ

### 気候分類・地震分類
ブッジャーノにおけるイタリアの気候分類 (it) および度日は、zona D, 1812 GGである。
また、イタリアの地震リスク階級 (it) では、zona 3 (sismicità bassa) に分類される。

## 行政

### 分離集落
ブッジャーノには以下の分離集落（フラツィオーネ）がある。
- Borgo a Buggiano, Buggiano, Colle di Buggiano, Malocchio, Pittini, S. Maria, Stignano

## 姉妹都市
- アッシェベルク、ドイツ